# Diceratella inermis
Diceratella inermis är en korsblommig växtart som beskrevs av Bengt Edvard Jonsell. Diceratella inermis ingår i släktet Diceratella och familjen korsblommiga växter. Inga underarter finns listade i Catalogue of Life.